# Kancsendzönga Nemzeti Park

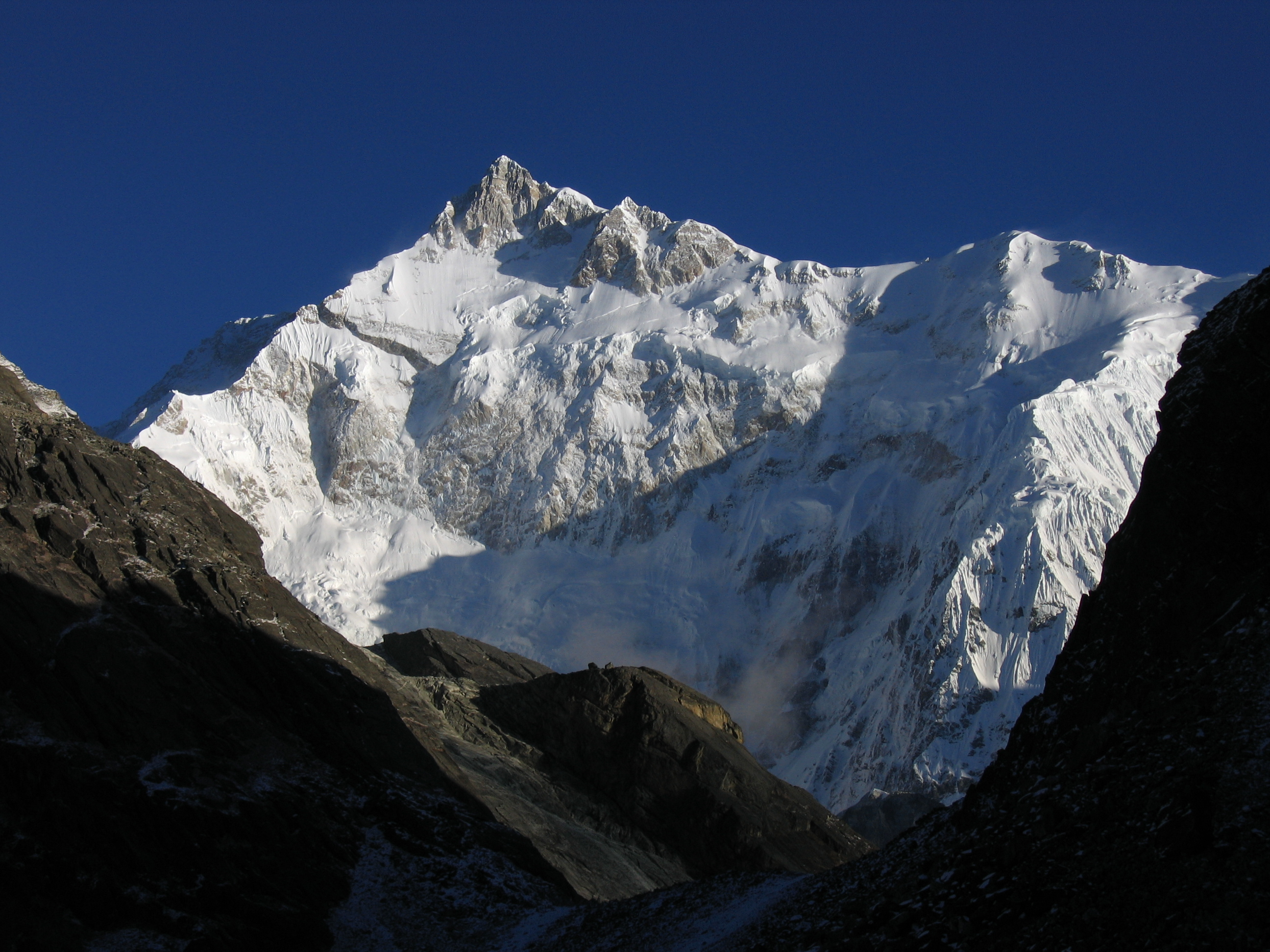
A Kancsendzönga képe a Goecha La hágóról, 4940 m, Sikkim. A képen látható csúcs valójában a Kancsendzönga déli csúcsa, amely kb. 400 lábal alacsonyabb a főcsúcsnál. A Kancsendzönga nyugati csúcsa (Yalung Kang) is látható, mint a Déli gerinctől kissé balra lévő kerek csúcs (a déli csúcsról balra induló gerinc)

A Kancsendzönga Nemzeti Park nemzeti park és bioszféra-rezervátum a nepáli Szikkimben. 2016 júliusában felvették a világörökségi helyszínek listájára, ezzel India első „vegyes örökségi” helyszíne lett, és bekerült az UNESCO Ember és bioszféra programjába. 
A park a hasonló nevű hegyről kapta a nevét, amely a világ harmadik legmagasabb csúcsa a maga 8586 méteres magasságával. A park teljes területe 849,5 km².

## Földrajza
Északon a tibeti Qomolangma Nemzeti Természetvédelmi Területtel, nyugaton pedig a nepáli Kancsendzönga Természetvédelmi Területtel határos.

## Flóra
A park növényzete közé tartoznak a mérsékelt égövi lombos és vegyes erdők, amelyek tölgyből, fenyőből, nyírből, juharból és fűzből állnak A magasabb fekvésű területeken alpesi füvek és cserjék fordulnak elő, valamint számos gyógynövény.

## Állatvilága
A parkban mintegy 550 madárfaj fordul elő, köztük hófogoly, szakállas saskeselyű, a havasi fakókeselyű, valamint a szirti sas, a himalájai fürj, a különböző lilefélék, a szalonkafélék, a galambfélék, a légykapófélék, a timáliafélék és a vörösbegy.

## Galéria

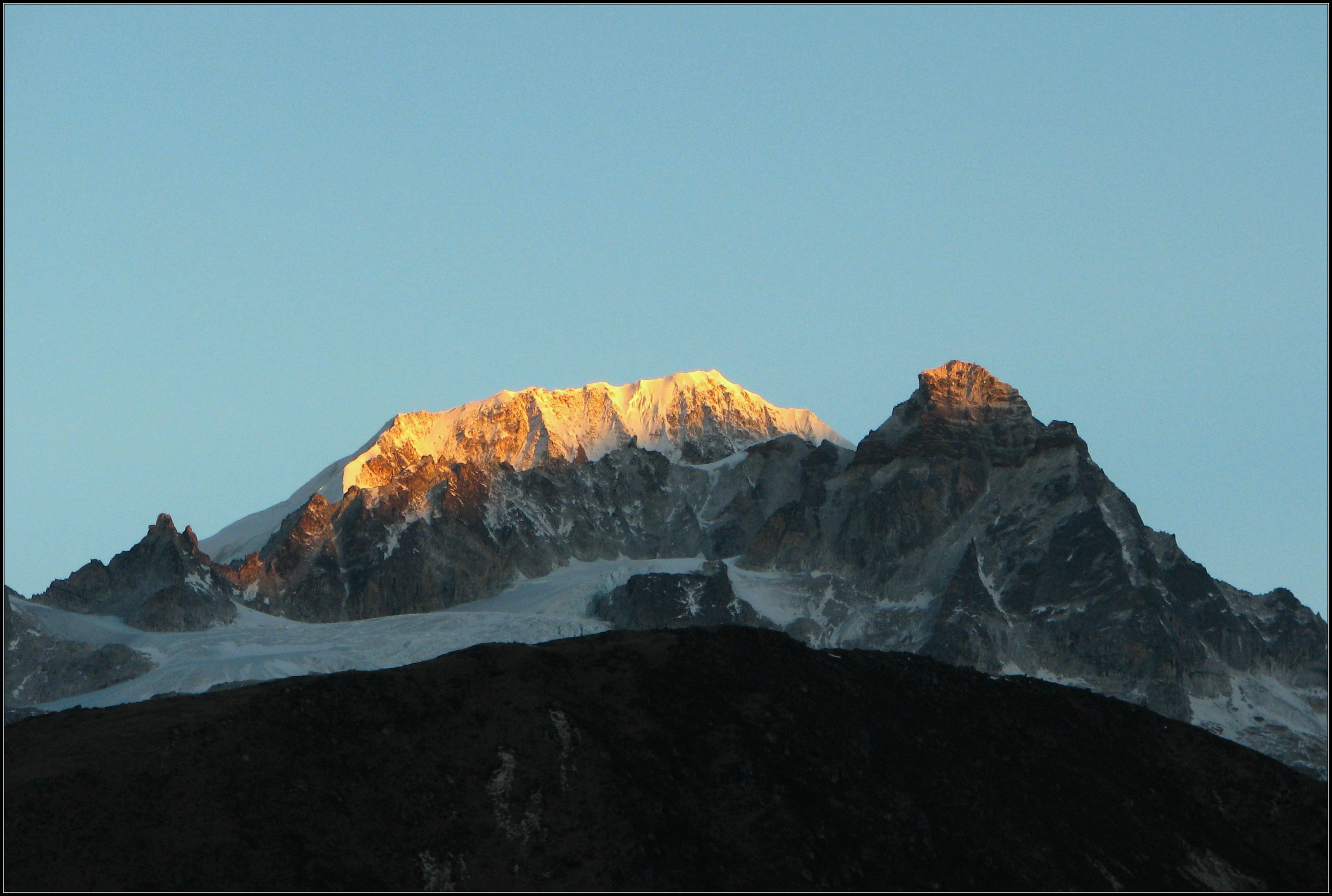
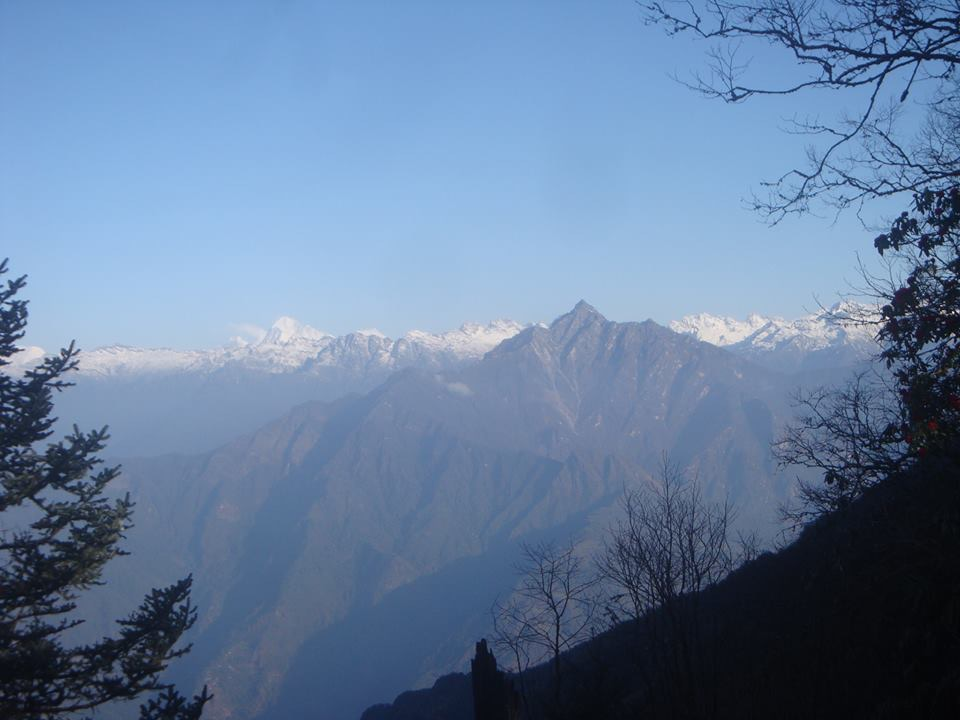
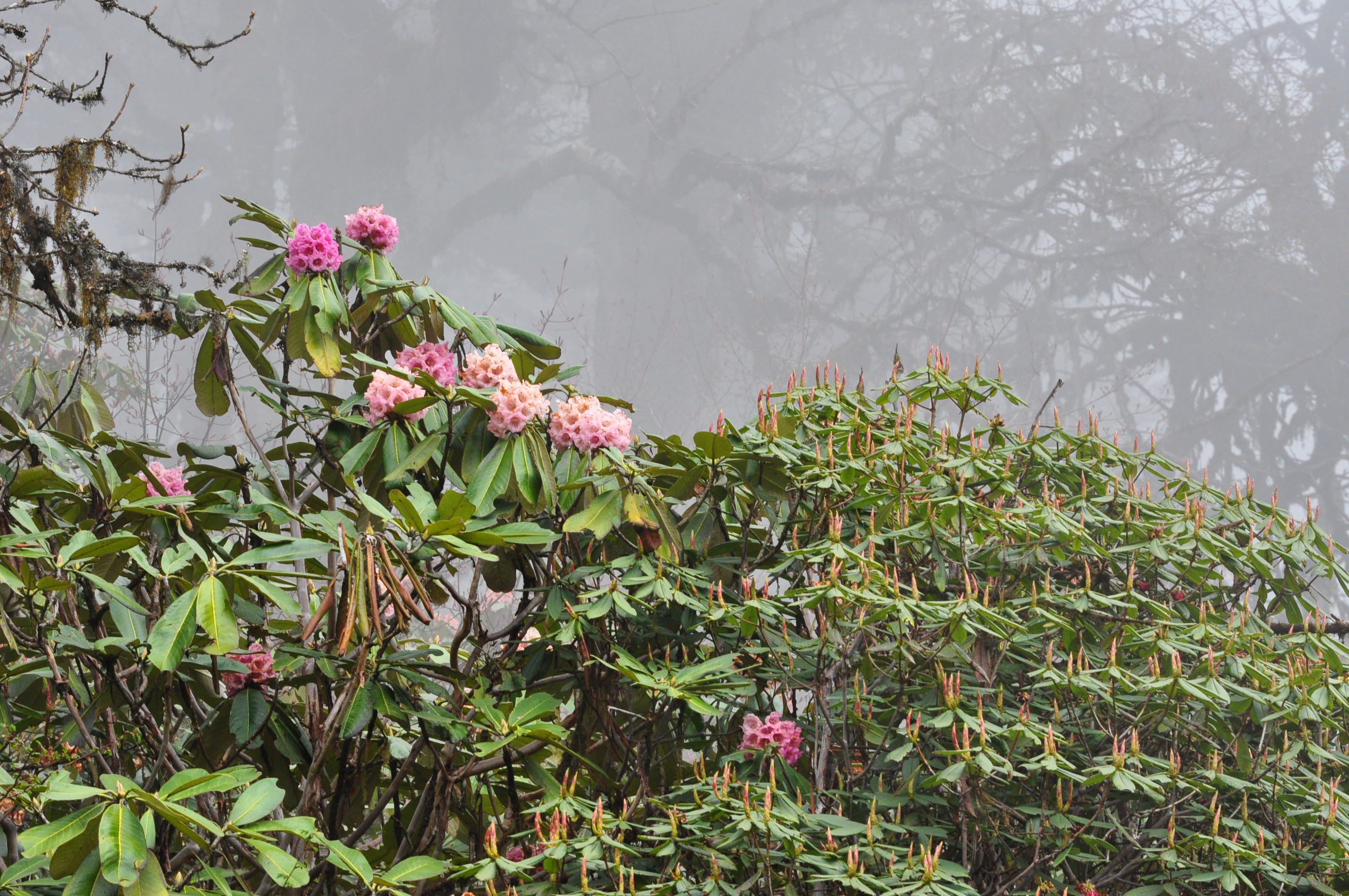
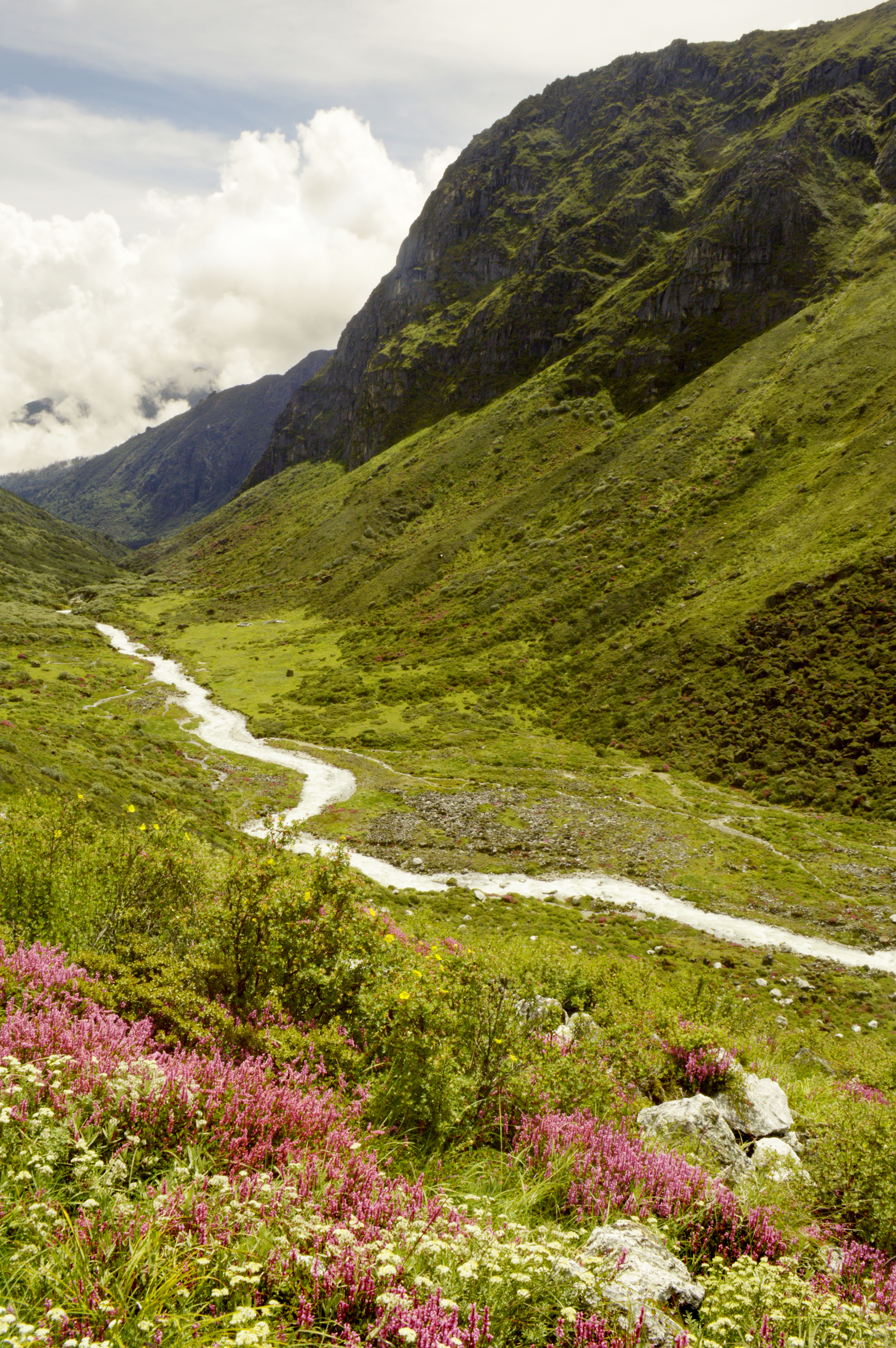
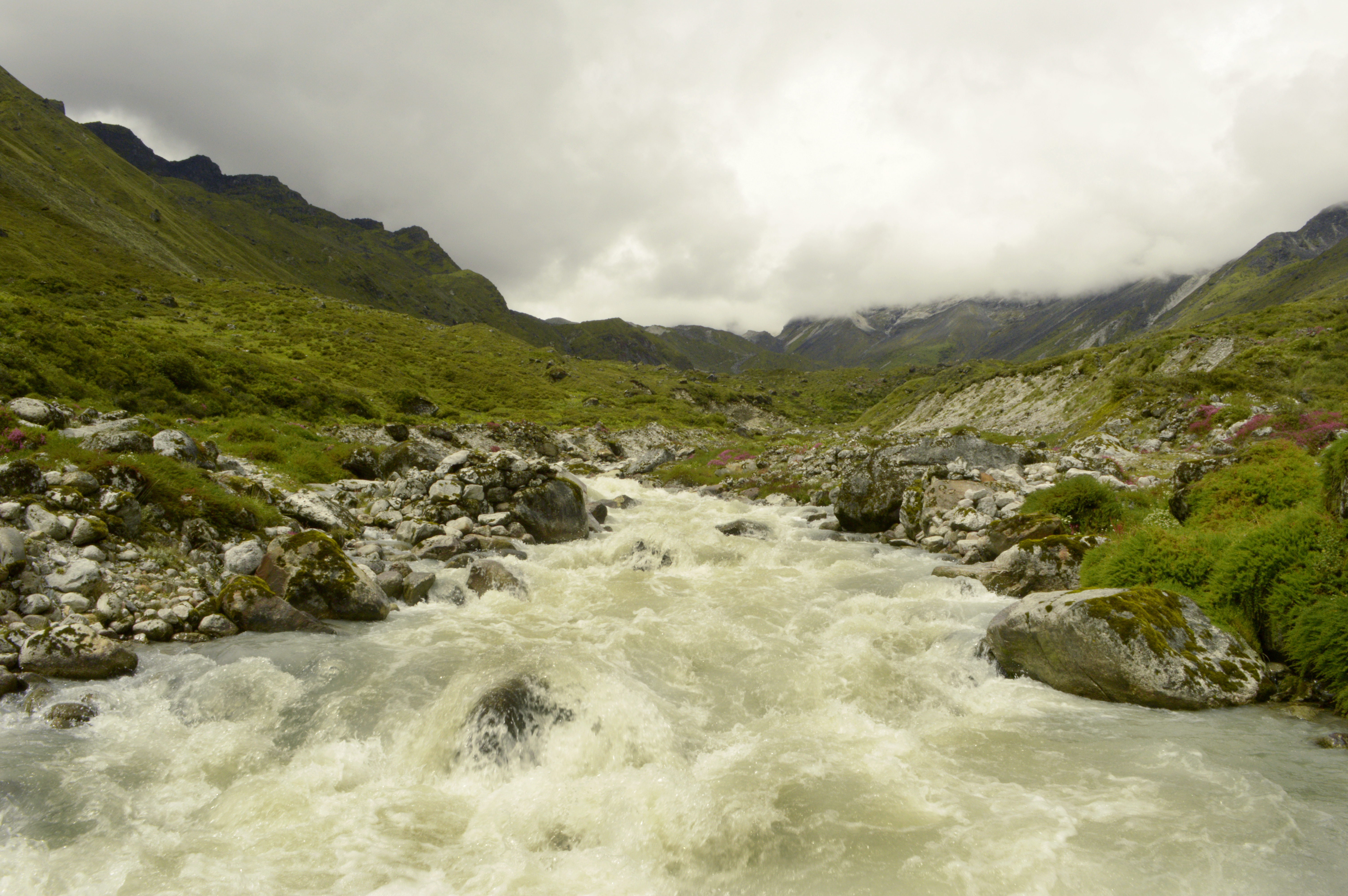
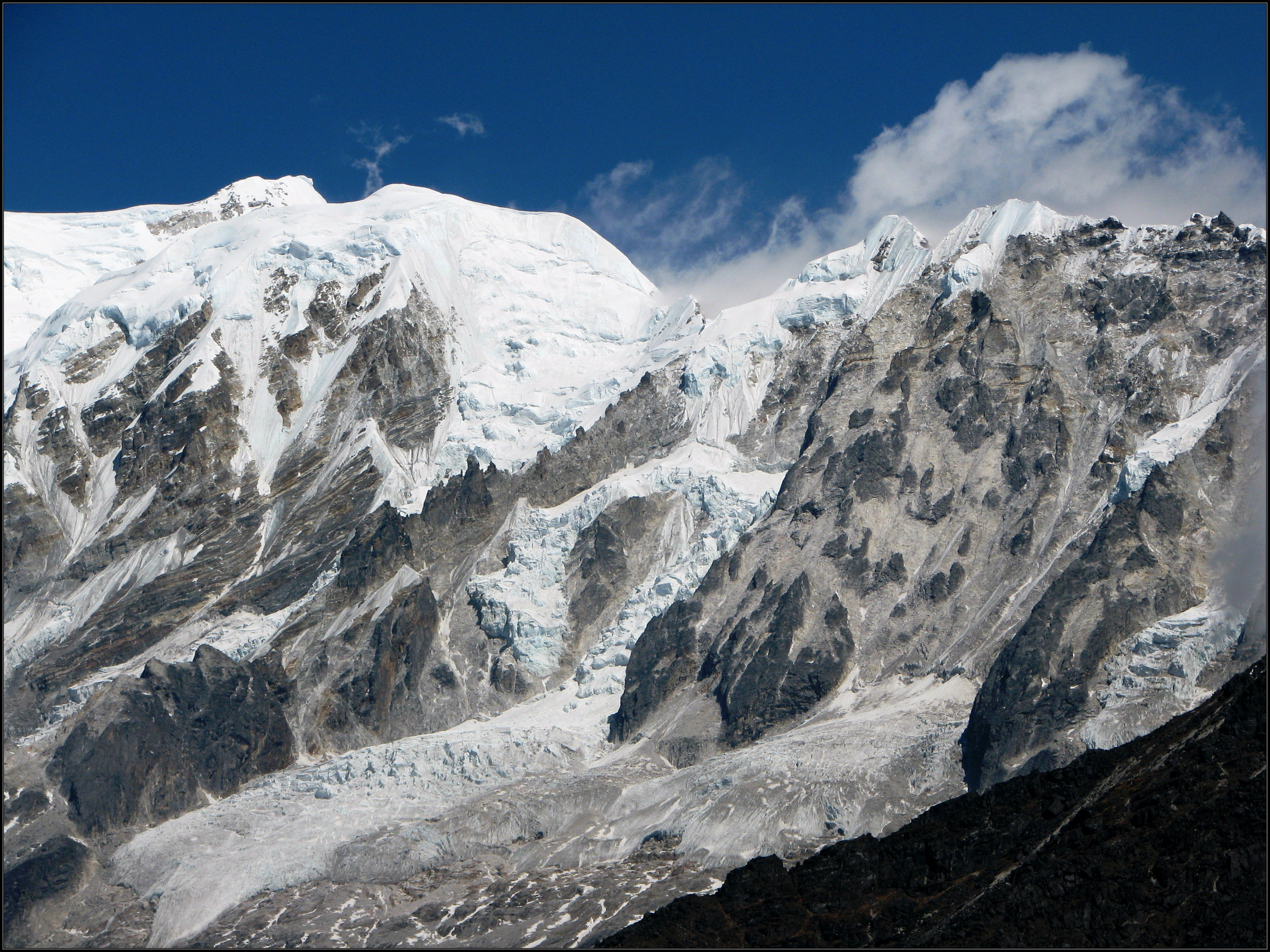
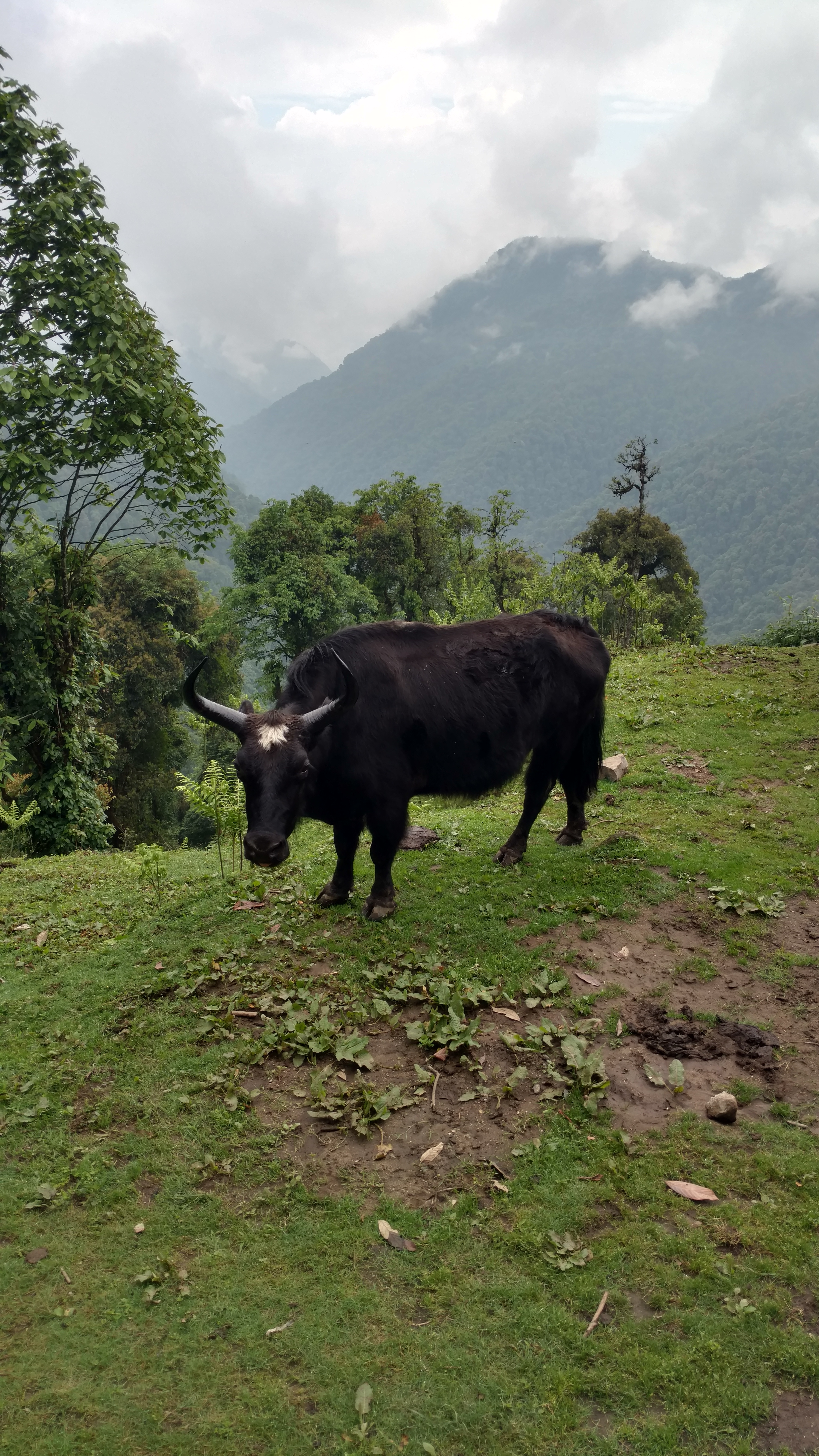
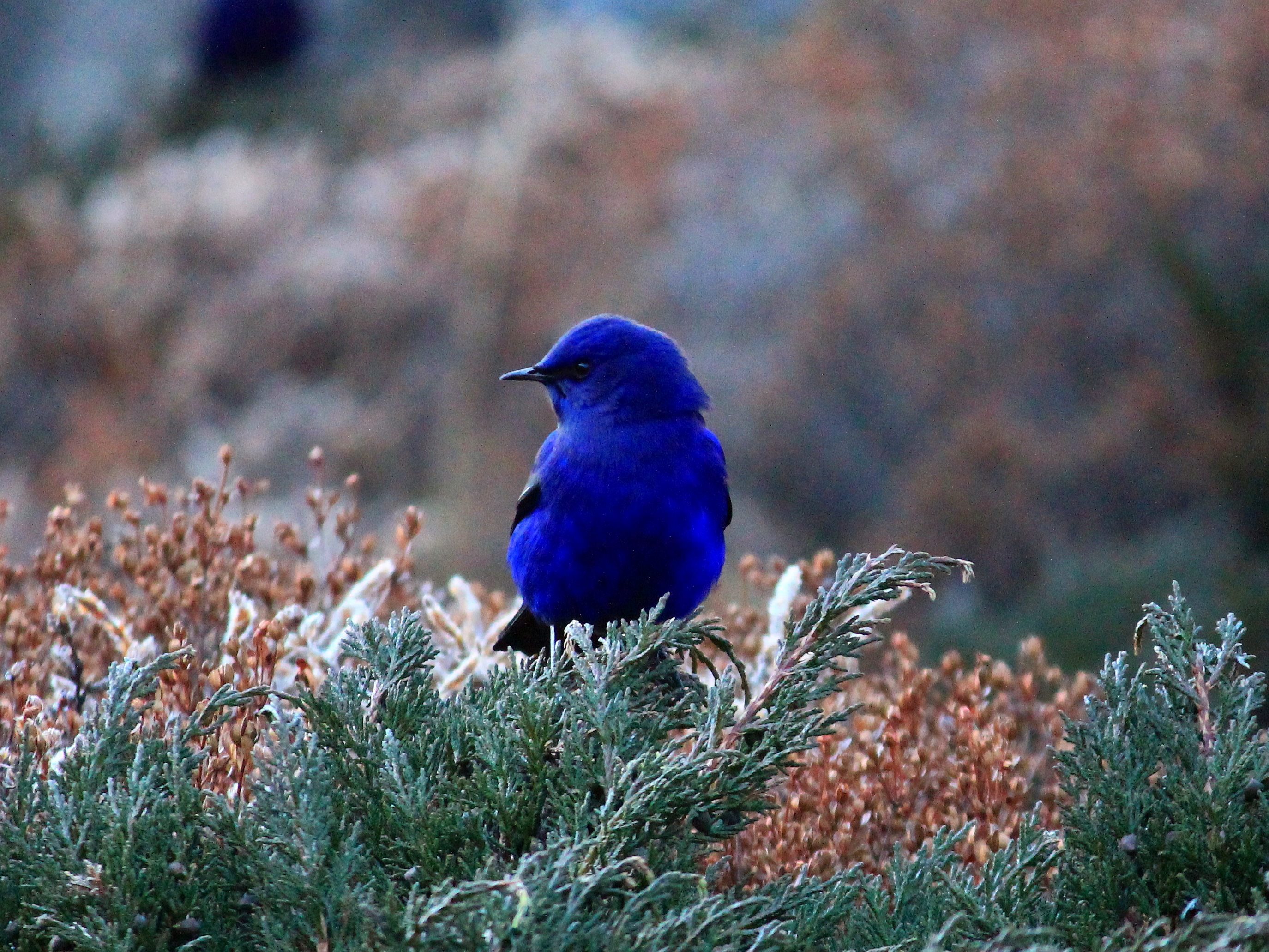
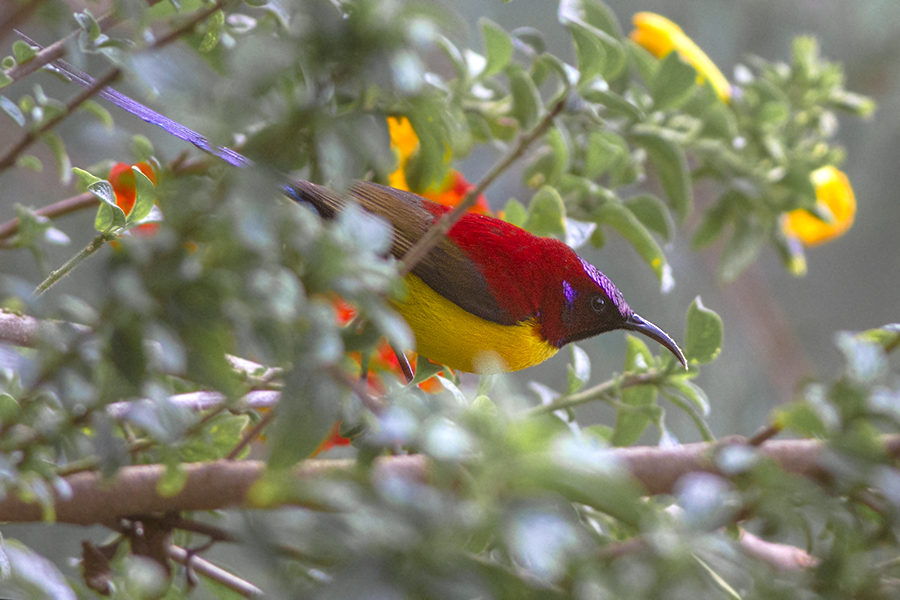
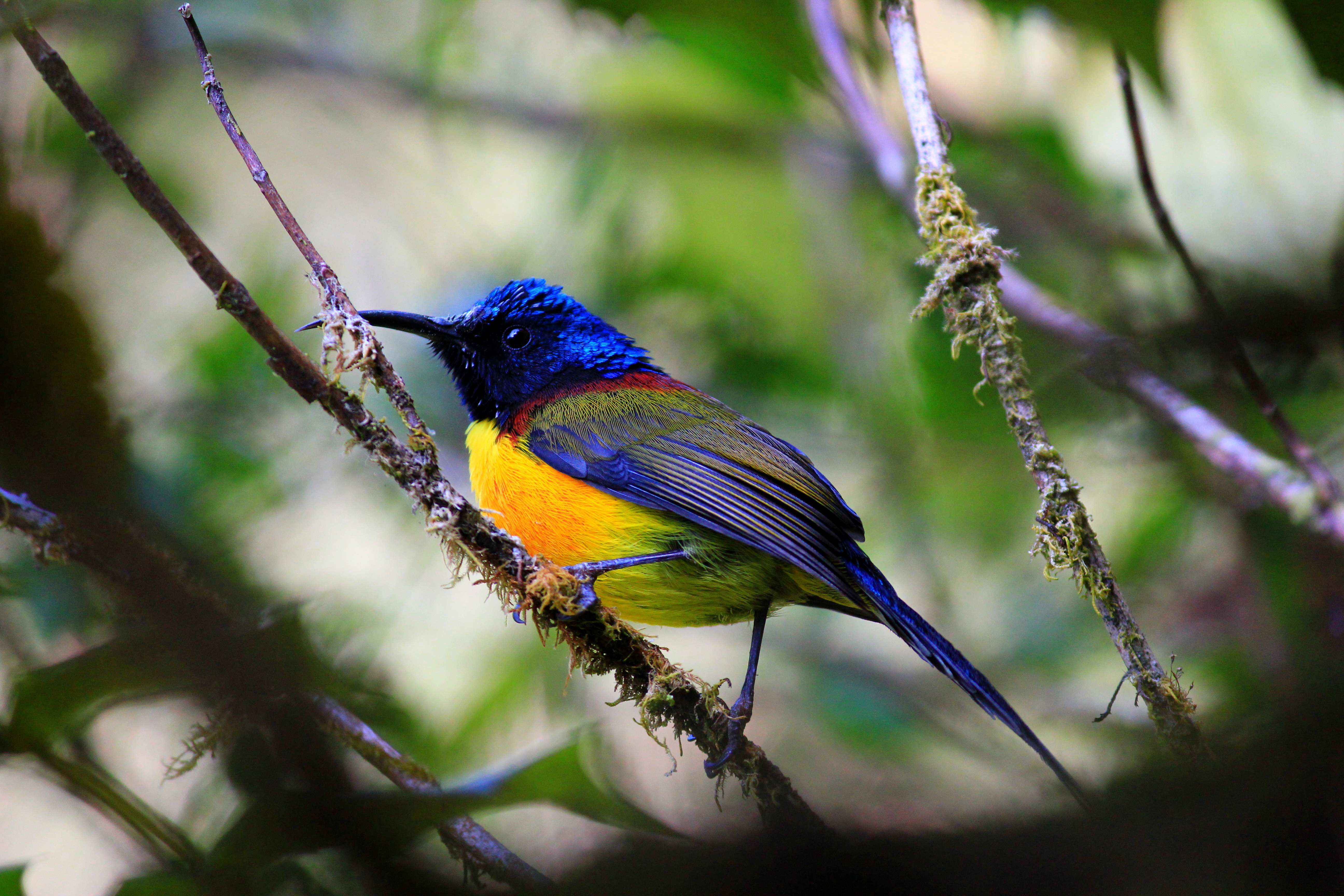

## Fordítás
Ez a szócikk részben vagy egészben  a   Khangchendzonga National Park című angol Wikipédia-szócikk fordításán alapul.  Az eredeti cikk szerkesztőit annak laptörténete sorolja fel. Ez a jelzés csupán a megfogalmazás eredetét és a szerzői jogokat jelzi, nem szolgál a cikkben szereplő információk forrásmegjelöléseként.